# Békabölcső
A Békabölcső a Vízipók-csodapók című rajzfilmsorozat első évadának tizedik epizódja. A forgatókönyvet Kertész György írta.

## Cselekmény
A jégeső utáni megfagyott esőcseppekkel remekül labdáznak a pókok. Kár, hogy olyan sérülékenyek és hamar elolvadnak. Vízipók a víz alól olyan remek labdát hoz fel a játékhoz, amely Keresztespók szerint még a teniszezést is bírni fogja. Csakhogy a labda furcsán viselkedik, és végül egy ismeretlen világot tár fel Vízipók előtt.

## Alkotók
- Rendezte: Szabó Szabolcs, Szombati Szabó Csaba
- Írta: Kertész György
- Dramaturg: Bálint Ágnes
- Zenéjét szerezte: Pethő Zsolt
- Operatőr: Barta Irén, Polyák Sándor
- Hangmérnök: Bársony Péter
- Vágó: Czipauer János
- Rajzolták: Haui József, Katona János, Neuberger Gizella, Újváry László
- Színes technika: Kun Irén
- Gyártásvezető: Doroghy Judit, Vécsy Veronika

Készítette a Magyar Televízió megbízásából a Pannónia Filmstúdió és a Kecskeméti Filmstúdió

## Szereplők
- Vízipók: Pathó István
- Keresztespók: Harkányi Endre
- Kecskebéka mama: Tábori Nóra
- Béka óvóbácsi: Szoó György